# 不確定 (德克薩斯州)
不確定是一個位於美國德克薩斯州哈里森縣的城市。根據2000年人口普查，本城共有人口150人。

## 歷史
本城於1951年正式成立。當時的地區政府僅由一位市長和五個市議員組成。
關於本城奇特名稱的起源有三個說法。第一個說法指出在德克薩斯共和國統治這一帶期間，因卡多湖是共和國與美國的國界，因此當地居民「不確定」本城屬於哪個國家，故取名「不確定」。第二個說法指出當時在這一帶航行的江輪船員在停泊時往往都「不確定」江輪有否牢牢錨定，故將本城命名為「不確定著陸」（Uncertain Landing）。後來，此名稱逐漸演變成「不確定」。第三個說法則指出當時有一班測量師來到卡多湖畔上，即本城的所在地。這班測量師在這一帶試圖劃定德州與路易斯安那州之間的州界。可是，當他們開始測量不確定的所在地時，他們卻無法分辨州界的位置。因此，他們便暫時將此地命名為「不確定」，以顯示州界在此處的位置「不確定」。後來，這一名字演變成正式名字。

## 地理
不確定位於卡多湖畔上，而其座標則為32°42′36″N 94°7′19″W / 32.71000°N 94.12194°W（32.710040，-94.121893）。根據2000年人口普查，本城的總面積為0.5平方英里（1.3平方）。

## 人口
根據2000年人口普查，不確定擁有150居民、77住戶和49家庭。其人口密度為每平方英里294.1居民（每平方公里113.6居民）。本城擁有137間房屋单位，其密度為每平方英里268.7間（每平方公里103.7間）。而人口是由72.67%白人、26.67%黑人、以及0.67%土著构成。
在77住户中，有14.3%擁有一個或以上的兒童（18歲以下）、49.4%為夫妻、11.7%為單親家庭、35.1%為非家庭、31.2%為獨居、15.6%住戶有同居長者。平均每戶有1.95 人，而平均每個家庭則有2.32人。在150居民中，有10%為18歲以下、5.3%為18至24歲、19.3%為25至44歲、35.3%為45至64歲以及30%為65歲以上。人口的年齡中位數為56歲，女子對男子的性別比為100：105.5。成年人的性別比則為100：104.5。
本县的住戶收入中位數為$27,000，而家庭收入中位數則為$43,438。男性的收入中位數為$36,250 ，而女性的收入中位數則為$38,333，人均收入為$18,352。約5.7%家庭和12.6%人口在貧窮線以下，包括10%長者（65歲以上）。

## 流行文化
於2010年，電影《鲨鱼惊魂夜》（Shark Night）中的幾個場境是在本城內拍攝的。

## 外部連結
- City of Uncertain Website
- Caddo Lake/Uncertain, TX Website（页面存档备份，存于）